# Friedrich-Karl Görner
Friedrich-Karl Görner (24 de Novembro de 1921 – 14 de Dezembro de 1999) foi um comandante de U-Boot que serviu na Kriegsmarine durante a Segunda Guerra Mundial.